# Franz Cramer
Franz Cramer lub François Cramer, w źródłach anglojęzycznych imię pisane także w formie Francis lub Frank (ur. 12 czerwca 1772 w Schwetzingen koło Mannheimu, zm. 1 sierpnia 1848 w Londynie) – niemiecko-angielski skrzypek, dyrygent i impresario.

## Życiorys
Najstarszy syn Wilhelma Cramera i brat Johanna Baptisty Cramera. W dzieciństwie wychowywany przez dziadka w Mannheim, mając 5 lub 6 lat dołączył do przebywającego w Londynie ojca. Jego pierwszym nauczycielem muzyki był ojciec, jednak z powodu słabego stanu zdrowia za radą lekarzy w wieku 15 lat musiał przerwać naukę. Dokończył edukację samodzielnie, studiując dzieła Corellego, Geminianiego i Tartiniego. Od sezonu 1790/1791 występował jako skrzypek, początkowo wspólnie z bratem i ojcem.
Występował jako pierwszy skrzypek z licznymi zespołami, m.in. Ancient Concerts i Philharmonic Concerts. Dyrygował także licznymi festiwalami. Od 1834 roku pełnił funkcję Master of the King’s Music. Spośród jego kompozycji zachował się jedynie kaprys na skrzypce Albion Leaf.